# Columbia (San Diego)

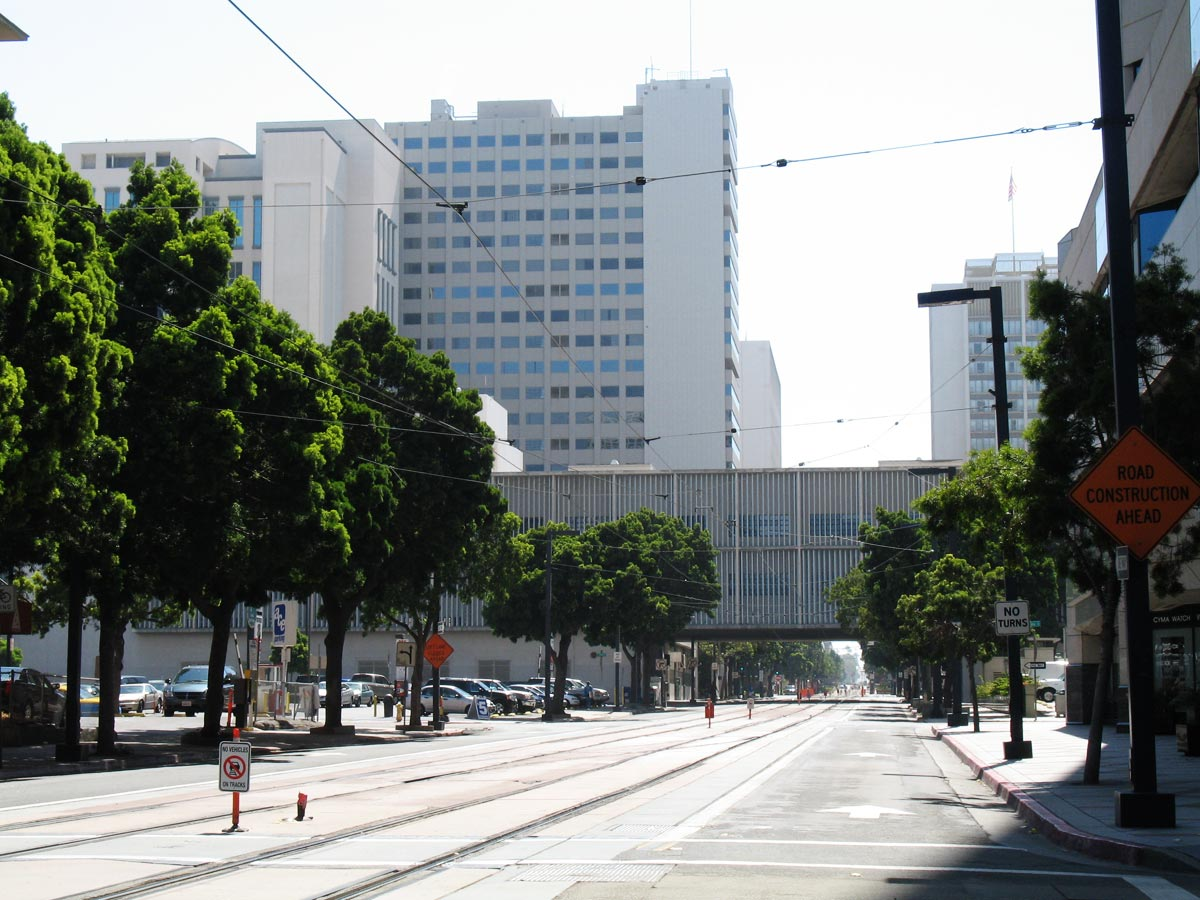
El Distrito de Columbia.

Columbia es un barrio localizado en el centro de San Diego, California. El barrio es una gran área comercial, sin embargo hay muchas torres de condominios en construcción.
El Museo Midway Aircraft Carrier y el Museo Marítimo están localizados en este barrio.

## Geografía
Columbia está localizada al sur de la Pequeña Italia, al norte del Distrito de la Marina, y al este de Core y el Distrito de Horton. Este distrito está bordeado al norte por la Calle Ash, al sur por la Calle F, al este de la Calle Unión y al oeste por el Océano Pacífico.
La estación Santa Fe Depot es servida por el Trolley de San Diego, el Coaster y el Pacific Surfliner.

## Replanificación
Varias partes de Columbia están en replanificación, incluyendo al North Embarcadero Visionary Plan, Navy Broadway Complex y la expansión de la terminal de cruceros del Embarcadero Circle. Al 16 de marzo de 2007, actualmente ha siete rascacielos en construcción para este distrito: cinco de estos rascacielos son condominios, uno de oficina, y el otro la corte federal de San Diego; seis rascacielos tienen más de 20 pisos, cuatro rascacielos tienen más de 30 y uno de 40 pisos.